# Redbird (Heather Nova)
Redbird è il sesto album in studio della cantautrice e poetessa bermudiana Heather Nova, pubblicato il 30 agosto 2005. L'album include una cover di "Wicked Game" di Chris Isaak. Nello stesso anno dell'uscita dell'album, la prima traccia, "Welcome", già apparsa nella versione americana di "South", è stata pubblicata come singolo in Europa. L'album è stato prodotto dal produttore a lungo termine, e marito di Nova, Felix Tod, ad eccezione di "Welcome", che è stato prodotto da The Matrix.
Parlando dell'album, Heather ha detto:
«Probabilmente è stato l'album più difficile che abbia mai realizzato poiché per la prima volta ho avuto qualcos'altro oltre alla musica (il mio bambino) a occupare il mio tempo e la mia attenzione. Quindi, invece di avere giornate interminabili senza nient'altro da fare che scrivere, ho avuto a disposizione massimo 2-3 ore al giorno, quando andava bene. E questo significava concentrarsi e lavorare molto intensamente, come non avevo mai fatto prima. È stata una sfida, ma allo stesso tempo sono stata incredibilmente ispirata nello scrivere questo album. Avevo appena avuto un'esperienza che mi ha cambiato la vita! Mi sentivo come se il mio cuore fosse stato spalancato ed ero più vulnerabile che mai, ma, tuttavia, forte come mai prima di allora... È di queste sensazioni che parlano "Mesmerized" e "Motherland"»

## Tracce
Testi e musiche di Heather Nova (tranne dove diversamente indicato).
1. Welcome – 4:18 (Danny Campbell, Heather Nova, Dido)
2. I Miss My Sky (Amelia Earhart's Last Days) – 5:05
3. Motherland – 4:25
4. Redbird – 4:16
5. Done Drifting – 4:10
6. Overturned – 3:26
7. Mesmerized – 4:14
8. Singing You Through – 4:11
9. A Way to Live – 3:51
10. Wicked Game – 4:51 – (Cover di Chris Isaak)
11. This Body – 3:47
12. The Sun Will Always Rise – 4:43

## Formazione[1]
- Heather Nova – voce, chitarra acustica
- Bastian Juel – basso
- Luke Bullen – batteria
- Kenny Dickenson –  pianoforte, pianoforte elettrico
- Felix Tod – registrazione, produzione, mixaggio
- David Ayers – chitarra, chitarra ebow, arrangiamento
- Matt Round – basso
- London Community Gospel Choir – cori
- Laurie Jenkins – batteria